# Klára Sedlo
Klára Sedlo (* 16. dubna 1993 Praha) je česká akademická malířka.

## Život
Klára Sedlo je absolventkou Akademie výtvarných umění v Praze. V letech 2014–2018 studovala malbu v ateliéru Michaela Rittsteina, v letech 2018–2020 v ateliéru kresby Jiřího Petrboka. Studium zakončila diplomovou prací s názvem Rituály a získáním titulu MgA. Žije a tvoří v Praze.

## Charakteristika tvorby
Největší inspiraci nalézá ve figurálním analytickém symbolismu. Libuje si v temných dřevěných místnostech starých chat, magických rituálech a všech absurdních věcech i kýčovitých bizarnostech, které se vymykají normálu. Ráda dochází k podstatě věcí a mistrně si hraje s nadsázkou i ve vážných věcech. (...)
Klára Sedlo ve své tvorbě zdůrazňuje feministickou rovinu v její ryzí podobě. Ženu jako symbol živočišné energie, ale také křehkosti a zranitelnosti. Obrazy zabývající se toxicitou partnerských vztahů nebo rebelský pohled na konzum. Vtip, vhled i nadhled.
PhDr. Renata Mužíková, PhD., kurátorka

## Dílo
Věnuje se především olejomalbě a klasickému dvojrozměrnému obrazu, nad rámec této tvorby ale sklouzává i k tvorbě autorských knih a krátkých povídek, ve kterých rozvádí svá témata dál (například komiks Make a Wish, 2020). Svou tvorbu okrajově spojuje s happeningem při tzv. „Live Painting“ akcích, jako například na Colours of Ostrava v roce 2019 nebo v případě akce Vanguard Prague ve stejném roce, kdy vytvořila mural na Domě módy na Václavském náměstí.
Aktivně vystavuje od svých studijních let. Na kontě má nejméně 30 sólových výstav a stejné množství skupinových. Svá díla vystavovala v České republice, Slovensku, Německu, Velké Británii, Itálii a Belgii. V roce 2019 byla mezi finalisty berlínské BBA Artist Prize a tentýž mezi finalisty MostynOpen21 ve Velké Británii. Sedlo je zastoupena ve více než stovce soukromých sbírek v České republice (např. sbírka manželů Lettenmayerových), Slovensku, Německu, Rakousku, Spojených státech a Austrálii. Roku 2022 knižně vydala povídku Lami. Současně se věnuje ilustraci knih.
Mezi její nejčastější náměty patří objekty odrážející soudobý kýč, bizarní předměty, folklór a rituály (i jejich psychologii). Ve své diplomové práci zpracovávala téma obsedantně kompulzivní poruchy. Na základě fragmentu reality vytváří nové příběhy i fabulované absurdní legendy (například „Legenda o Bugsy the Evil“), které zaznamenává pomocí pláten. Od roku 2019 také zpracovává téma Voynichova rukopisu. Tato série obrazů byla prezentována na dvou sólových výstavách v průběhu roku 2020 (Czech Bussines Club a Barley Gallery).

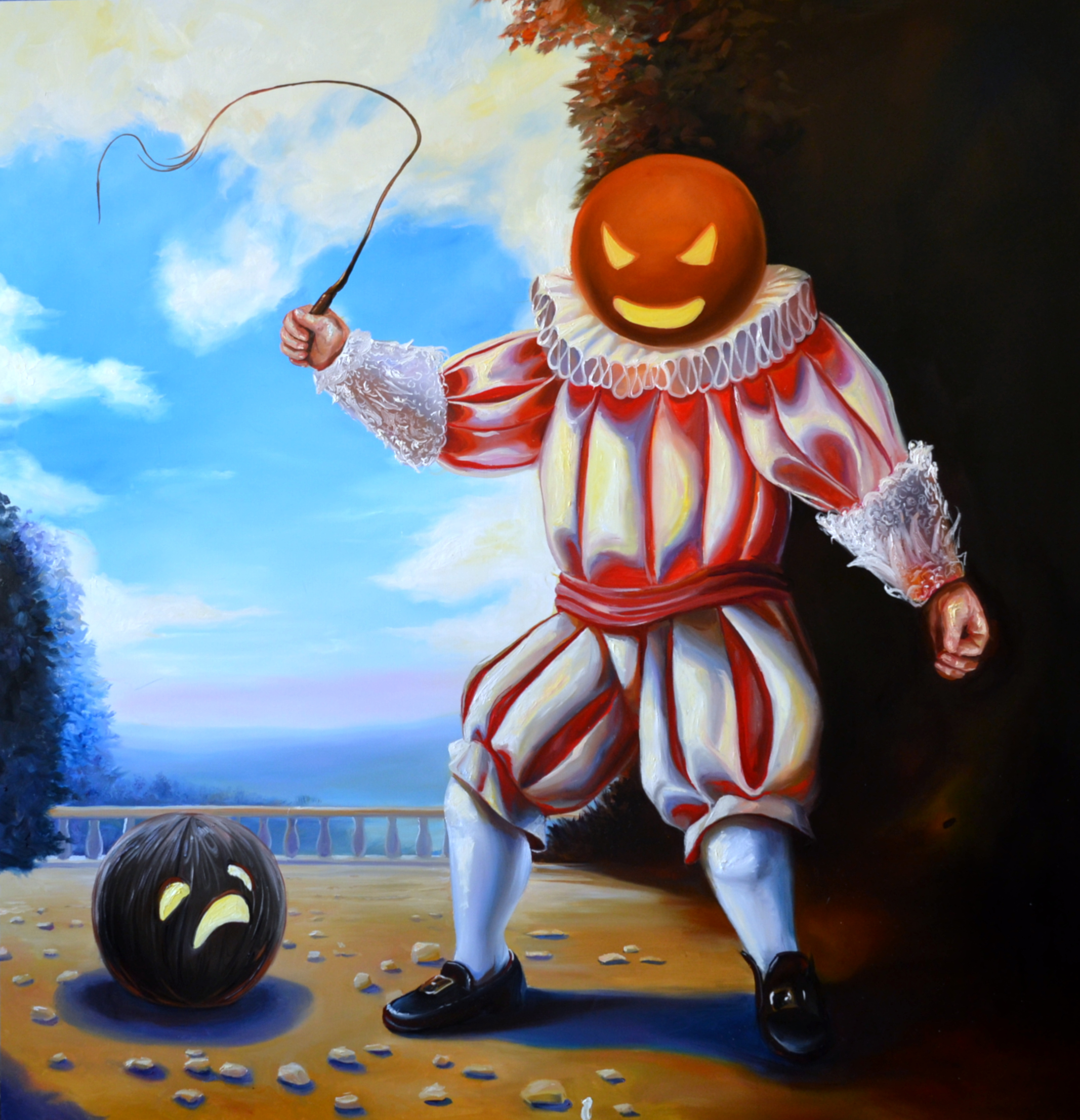
Šikana, olej na plátně, 180 × 180 cm, 2020
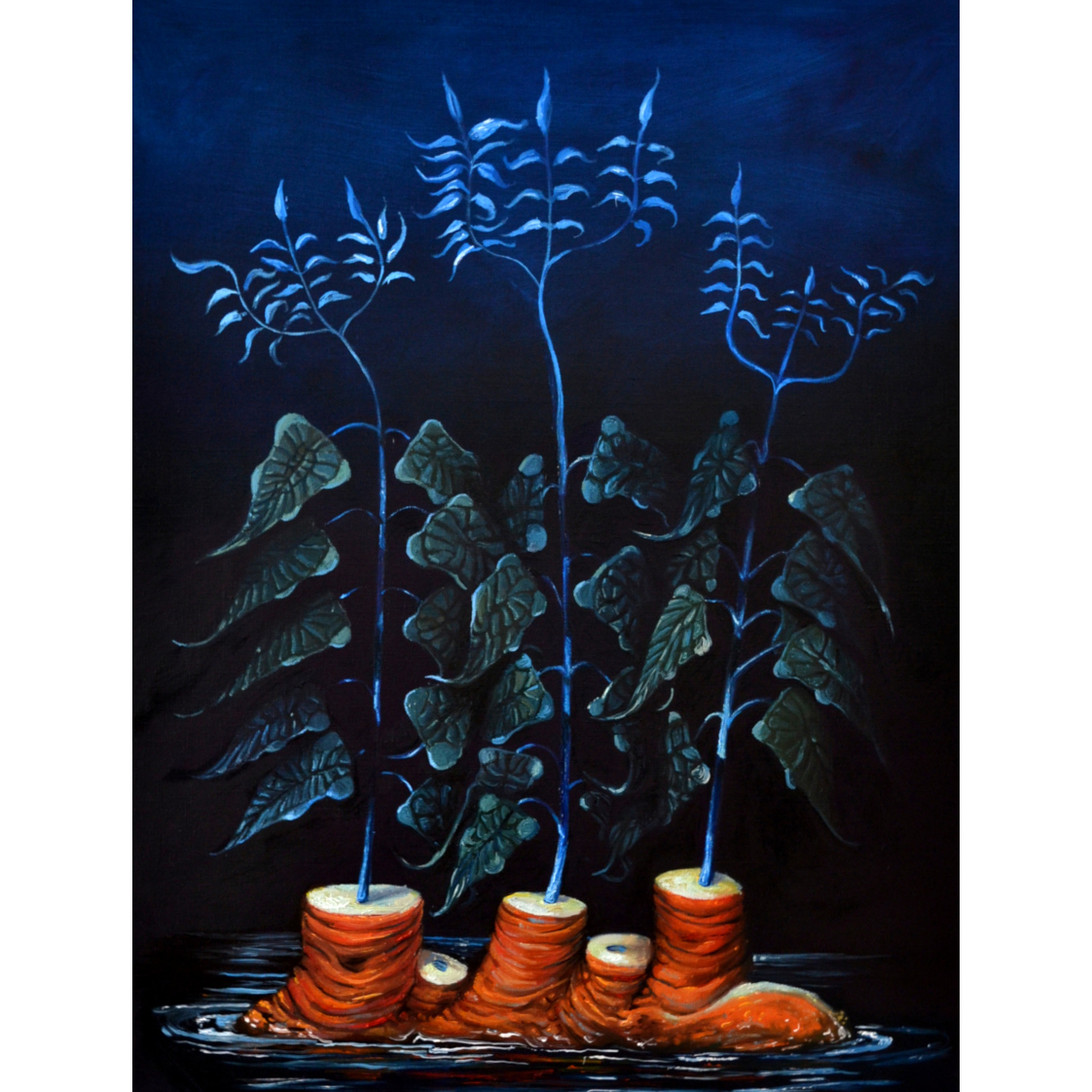
Rostlina odjinud XX, olej na plátně, 80 × 60 cm, 2020
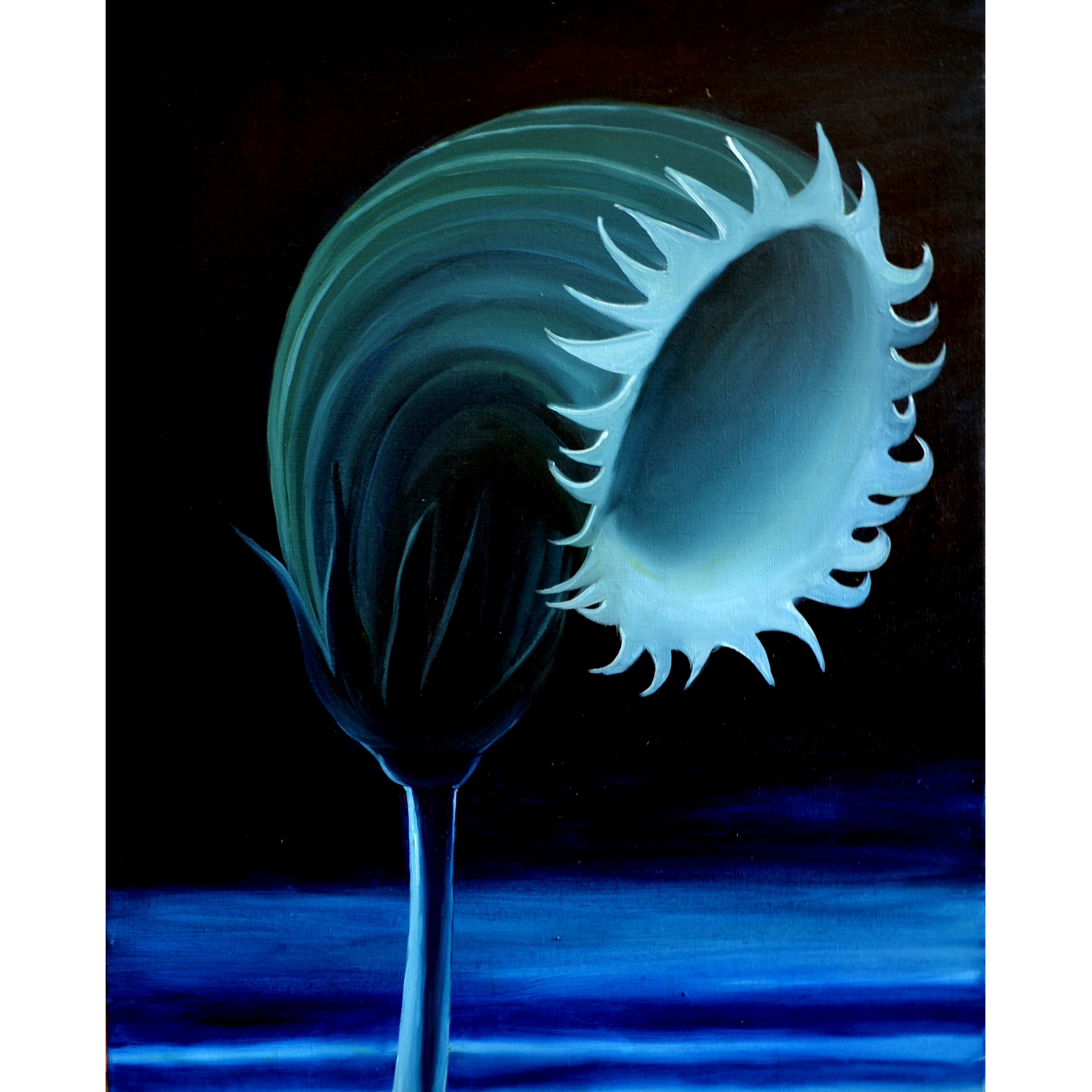
Rostlina odjinud XXXIII, olej na plátně, 90 × 70 cm, 2020

## Výstavy (výběr)
Přehled výstav:

### Sólové výstavy
- 2022: Za oponou snů, Městské divadlo, Varnsdorf
- 2022: Nekonečná krajina, Galerie Zet, Velká Bystřice
- 2022: Re/Kreace, NC Palladium, Praha
- 2022: 24 snů za vteřinu, Slavonice
- 2022: The Amazing Eel-Man, Galerie TwinArt, Praha
- 2022: Noční výlet, Galerie Dolmen, Praha
- 2021: Voynichova zahrada, Galerie Crears, Rožnov pod Radhoštěm
- 2021: Film, který nikdo neviděl, Galerie UFFO, Trutnov
- 2021: In Love (Again), Galerie Toyen, Praha
- 2021: Rituál, Galerie Crears, Rožnov pod Radhoštěm
- 2020: Voynichova botanika, Barley Gallery, Praha
- 2020: Monstra, Galerie 1, Praha
- 2020: Voynichův skleník, Czech Business Club, Praha
- 2020: Malá roztomilá temnota, Městská knihovna v Praze, Artotéka Opatov
- 2020: Klára Sedlo : Průřez, Ministerstvo zemědělství, Praha
- 2019: Uvnitř stěn, TÜV SÜD Gallery, Bratislava
- 2019: Kostlivec ve skříni, Barley Gallery, Praha
- 2019: Pravda je až na dně studny, Donuterie, Praha
- 2019: Sweet Demonica, Dudes&Barbies Gallery, Kavárna co hledá jméno, Praha
- 2019: Klára Sedlo, Klášterní kostel sv. Antonína Paduánského, Sokolov
- 2019: Forged Rituals, Galerie Michail Ščigol, Praha
- 2019: Bizarní poklady, Ministerstvo zemědělství, Praha
- 2019: Hrady v horách, galerie Bar/ák, Praha
- 2019: Nebe není jen nahoře, Činoherní studio, Ústí nad Labem
- 2018: Podprahové sdělení, Galerie na Miladě, Praha
- 2018: Sweetest Dream, Donuterie, Praha
- 2018: Temnota pod sluncem, Artery Gallery, Praha
- 2018: Světlo venku a temnota v nás, Galerie Divadla 29, Pardubice
- 2018: Exteriér vnitřku, Ministerstvo zemědělství, Praha
- 2017: O povrchnosti, Galerie Sladovna, Písek
- 2017: Výstava v Galerii na Miladě, Praha
- 2016: Absurdno, kavárna Dobrá trafika, Praha
- 2013: Barrandov, Galerie Divadla Na Prádle, Praha

### Skupinové výstavy
- 2022: Here Kitschy Kitschy, ShockBoxx Gallery, Hermosa Beach, USA
- 2022: Art Prague, Hrzánský palác, Praha
- 2022: Leave a Trace, Palazzo della Cancelleria Vaticana, Řím, Itálie 
- 2022: International Contemporary Art Fair Monaco 2022, Monako 
- 2022: Plenitude, Museo Diocesano San Matteo, Salerno, Itálie
- 2022: Festival hrůzy, Galerie-Vinotéka Sýpka, Buštěhrad 
- 2022: Make Art Not War, Vnitroblock, Praha
- 2022: Vanish 2022, virtuální výstava, Victory Art, Nizozemsko
- 2022: Mysterons, The Holy Art Gallery, Londýn, Velká Británie
- 2021: Vogue Third Edition, Boomer Gallery, Londýn, Velká Británie
- 2021: The Annual Spooky Art Show, HIVE artspace, York, Pennsylvania, USA
- 2021: Poslední rok..., Vnitroblock, Praha
- 2021: Císař umění: Štech, Sedlo, Franta, Anders, Muzeum východních Čech, Hradec Králové 
- 2021: Živly, Kostel sv. Ambrože, Hradec Králové 
- 2021: Artvarium, Pasáž českého designu, Praha
- 2020: Art Prague, Náměstí Republiky, Praha
- 2020: 7um, Galerie Špejchar, Chomutov
- 2020: Diplomanti AVU, AVU, Praha
- 2020: Současná česká a slovenská malba, Galerie NTK, Praha
- 2020: Múza múz: Žena, Galerie pod radnicí, Ústí nad Orlicí
- 2020: Na křídlech umění, Art Restaurant Mánes, Praha
- 2020: Továrna na zázraky, Galerie pod Palmovkou, Praha
- 2019: Malba III, Galerie Vltavín - Galerie Millennium, Praha
- 2019: live painting v zóně H&M, Colours of Ostrava, Ostrava
- 2019: Mostyn Open 21, MOSTYN Gallery, Llandudno, Velká Británie
- 2019: YouAllDroveMeCrazy Vol. 2 Butterfly Effect, 54. mezinárodní filmový festival Karlovy Vary, Karlovy Vary
- 2019: Girls, Girls, Girls..., Černá labuť Art & Event Gallery, Praha[7]
- 2019: From the Studio Floor, St. Barnabas Church, Cambridge, Velká Británie
- 2019: Art Prague, Náměstí Republiky, Praha
- 2019: BBA Artist Prize 2019, BBA Gallery, Berlín
- 2019: Pulp Fiction, Vnitroblock, Praha
- 2019: Tra figurativo e informale, Galleria Merlino, Florencie, Itálie
- 2018: Výstava kreseb a maleb studentů AVU, foyer Rudolfina, Praha
- 2018: Art Prague, Clam-Gallasův palác, Praha
- 2018: ArtSafari, studio Bubec, Praha
- 2018: Heart for Heart's Sake, Artery Gallery, Praha
- 2018: 32/36, Karlin Studios, Praha
- 2018: Napůl, Galerie Viaart, Praha
- 2018: Focus, Galerie Litera, Praha
- 2017: Atribut, Galerie Hybernská 4, Praha
- 2017: ArtPrague 2017, Kafkův dům, Praha
- 2016: Žák, Honz, Sedlo, Wojnar, Galerie GAVU, Praha
- 2016: Přirozený svět, Prague House in Brussels, Brusel, Belgie
- 2016: ArtPrague, Kafkův dům, Praha
- 2016: Figurama 16, Katowice, Polsko
- 2015: Josefská 7, Galerie 1, Praha
- 2014: Těsně vedle, Galerie Josefa Lieslera, Kadaň
- 2011: Výstava v rámci festivalu Literární Vysočina, Havlíčkův Brod